# سيلفان غبوهوو
غيلاسيونيون سيلفان غبوهوو (بالفرنسية: Guelassiognon Sylvain Gbohouo)‏ (ولد في 29 أكتوبر 1988) لاعب كرة قدم دولي عاجي يلعب حاليا لصالح نادي سيوي سبورت في مركز حارس المرمى منذ 2008.

## روابط خارجية
- سيلفان غبوهوو على موقع الاتحاد الدولي (مؤرشف)  (الإنجليزية)
- سيلفان غبوهوو على موقع قاعدة بيانات كرة القدم.إي يو (الإنجليزية)
- سيلفان غبوهوو على موقع ناشيونال فوتبول تيمز (الإنجليزية)
- سيلفان غبوهوو على موقع Soccerway.com (الإنجليزية)
- سيلفان غبوهوو على موقع AS.com (الإسبانية)